# Oberonia phleoides
Oberonia phleoides är en orkidéart som beskrevs av Rudolf Schlechter. Oberonia phleoides ingår i släktet Oberonia och familjen orkidéer. Inga underarter finns listade i Catalogue of Life.